# Liste der Kulturdenkmale in Nützen
In der Liste der Kulturdenkmale in Nützen sind alle Kulturdenkmale der schleswig-holsteinischen Gemeinde Nützen (Kreis Segeberg) und ihrer Ortsteile aufgelistet (Stand: 10. März 2025).

## Legende
In den Spalten befinden sich folgende Informationen:
- Objekt-ID: die Nummer des Kulturdenkmales
- Lage: die Adresse des Kulturdenkmales und die geographischen Koordinaten. Kartenansicht, um Koordinaten zu setzen. In der Kartenansicht sind Kulturdenkmale ohne Koordinaten mit einem roten Marker dargestellt und können in der Karte gesetzt werden. Kulturdenkmale ohne Bild sind mit einem blauen Marker gekennzeichnet, Kulturdenkmale mit Bild mit einem grünen Marker.
- Offizielle Bezeichnung: Bezeichnung des Kulturdenkmales
- Beschreibung: die Beschreibung des Kulturdenkmales
- Bild: ein Bild des Kulturdenkmales

## Bauliche Anlagen
| Objekt-ID      | Lage                                                | Offizielle Bezeichnung       | Beschreibung | Bild                             |
| -------------- | --------------------------------------------------- | ---------------------------- | --- | -------------------------------- |
| 20641 Wikidata | Ortsteil Springhirsch (53° 50′ 4″ N, 9° 53′ 9″ O)   | KZ-Gedenkstätte Springhirsch | KZ-Gedenkstätte Springhirsch; 1944; ehem. KZ-Außenkommando Kaltenkirchen in Springhirsch, Gelände und bauliche Reste von etwa 100 × 100 Metern mit angegliederter Gedenkstätte - Begründung: geschichtlich, wissenschaftlich - Schutzumfang: gesamtes Objekt - Denkmaltyp: Bauliche Anlage, Sachgesamtheit: KZ-Gedenkstätte Springhirsch                                                                                | weitere Fotos \| Fotos hochladen |
| 8143 Wikidata  | Ortsteil Springhirsch (53° 50′ 40″ N, 9° 53′ 10″ O) | Halbmeilenstein              | Halbmeilenstein der Altona-Kieler Chaussee. Entfernung nach Altona 4½ Meilen (ca. 34 km), nach Kiel 7¾ Meilen (ca. 58 km). Auf der Vorderseite erhabenes Königsmonogramm Frederik VI., Jahreszahl 1832 und Entfernungsangabe ½ M(eile). Alteintragung (Aktualisierung vorgesehen) - Begründung: geschichtlich, wissenschaftlich, Kulturlandschaft prägend - Schutzumfang: gesamtes Objekt - Denkmaltyp: Bauliche Anlage | Fotos hochladen                  |

## Quelle
- Liste der Kulturdenkmale in Schleswig-Holstein – Kreis Segeberg

- Karte mit allen Koordinaten:
- OSM |
- WikiMap